# I Need a Doctor
"I Need a Doctor" là đĩa đơn chính thức thứ hai của Dr. Dre sau album phòng thu thứ ba và cũng là album phòng thu cuối cùng mang tên Detox. Bài hát do rapper Eminem và nữ ca sĩ Skylar Grey trình bày chính, Alex da Kid sản xuất. Vào tháng 4 năm 2011, riêng tại Mỹ, ca khúc này đã bán được 1,6 triệu bản.

## Bối cảnh
Phiên bản chính thức được ra mắt trên trang chủ của Dre. Bài hát được sản xuất bởi nhà sản xuất người Anh Alex da Kid, người tham gia cộng tác viết lời cho bài hát "Love the Way You Lie" của Eminem. Kid đã tiết lộ với MTV News về những kinh nghiệm làm việc với Dre. "Thật kì diệu. Ông là một trong những nhà sản xuất mọi thời đại mà tôi yêu thích. Ai cũng biết ông cầu toàn đến thế nào: Ông đã đầu tư cho album của mình trong 11 năm ròng. Chính ông đã khích lệ tôi, tin tưởng tôi, không quản lý chi li với tôi và biến những điều tôi làm thành hiện thực, tôi không thể nào diễn tả được cảm xúc của mình. " Bài hát này có hai đoạn rap của Eminem về người thầy của mình, cảm ơn Dre vì đã tin tưởng anh từ những ngày đầu tiên và bày tỏ lòng quý mến. Bài hát kết thúc bằng đoạn rap thứ ba của Dre.

## Biểu diễn
Dr. Dre, Eminem and Skylar Grey đã biểu diễn trực tiếp ca khúc tại lễ trao Giải thưởng Grammy 2011 cùng bài hợp ca "Love the Way You Lie (Part II)" do Rihanna, Adam Levine và Eminem trình bày.

## Bảng xếp hạng
| Bảng xếp hạng (2011)           | Vị trí |
| ------------------------------ | ------ |
| Australia (ARIA)               | 12     |
| Australia (ARIA Urban Singles) | 7      |
| Áo (Ö3 Austria Top 40)         | 38     |
| Bỉ (Ultratip Flanders)         | 3      |
| Bỉ (Ultratop 50 Wallonia)      | 47     |
| Canadian Hot 100               | 8      |
| Cộng hòa Séc (Rádio Top 100)   | 56     |
| Đan Mạch (Tracklisten)         | 30     |
| Pháp (SNEP)                    | 29     |
| Đức (GfK)                      | 25     |
| Ireland (IRMA)                 | 11     |
| Hà Lan (Single Top 100)        | 55     |
| New Zealand (RIANZ)            | 23     |
| Romania (Romanian Top 100)     | 47     |
| Slovakia (Rádio Top 100)       | 47     |
| Thụy Điển (Sverigetopplistan)  | 56     |
| Thụy Sĩ (Schweizer Hitparade)  | 33     |
| Anh Quốc (OCC)                 | 8      |
| Anh Quốc R&B (OCC)             | 3      |
| US Billboard Hot 100           | 4      |
| US Pop Songs (Billboard)       | 20     |
| US Rap Songs (Billboard)       | 16     |